# Frøken Schultz’s Skole
Frøken Schultz’s Skole var en flickskola i Bergen i Norge, grundad 1817 och stängd 1913. 
Skolan grundades av Agathe Scholz.  Skolan sköttes sedan av systrarna "Frøkener Irgens", av Fru Reusch 1850–1875, och av R. Hille (Cand. mag. R. Hilles Pigeskole) 1875–1885, och Sofie Irgens Grieg 1885. 
Skolan var vid sitt grundande en pionjärskola i Bergen: flickor kunde undervisas i kyrkornas småbarnsskolor eller i fattigskolorna men fick annars bara hemundervisning av guvernanter. Den svenske privatläraren A. S. Porath var den förste som vid sekelskiftet 1800 började ge någon mer seriös akademisk undervisning ("grammatikk, historie og geografi") för flickor i Bergen (som då var Norges största stad), men Agathe Scholz's skola blev stadens första organiserade skola för flickor. I början var skolan treklassig och undervisade i "tysk, fransk og «alle Slags Fruentimmerarbeider». År 1885 blev den en 5-årig "middelskole" med förskola. Den låg då på Ole Bulls gate 4. 
Det var den främsta flickskolan i Bergen tillsammans med Mamsel Wefers skole (1843–1910, även kallad Johanne Malene Aarestrups skole), U. Pihls skole (1848–1928),  Greves Pigeskole (grundad 1853), och Sofie Lindstrøms pikeskole (1881–1928). 